# Лаура Фройдентхалер
Лаура Фройдентхалер (на немски: Laura Freudenthaler) е австрийска журналистка, преводачка и писателка на произведения в жанра драма, психологически трилър и фентъзи.

## Биография и творчество
Лаура Фройдентхалер е родена през 1984 г. в Залцбург, Австрия. През 2008 г. завършва германска филология, философия и социология във Виенския университет. След дипломирането си работи до 2013 г. в Австрийската прес агенция (APA) и прави преводи от френски на немски език. През 2010 г. получава стипендия от Федералното министерство на образованието, науката и научните изследвания.
Прави литературния си дебют през 2014 г. със сборника с разкази „Черепът на Мадлен“ (Der Schädel von Madeleine).
Първият ѝ роман „Кралицата мълчи“ (Die Königin schweigt) е издаден през 2017 г. Под формата на дневник и фрагменти от паметта историята представя израстването на главната героиня Фани до непристъпна и горда жена. Романът става бестселър, получава промоционалната Бременска литературна награда и е обявен през 2018 г. за най-добрия дебютен роман на немски език на Фестивала на дебютния роман в Шамбери.
През 2019 г. е издаден вторият ѝ роман „Призрачна история“ (Geistergeschichte). Главната героиня Ан живее в апартамента с Томас от двадесет години и знаят всичко за себе си. Но тя се чувства все по-неудобно в апартамента, а Томас все повече отсъства. Тя го подозира в афера, а подозренията ѝ се засилват след като от неизвестното се появява шепнещ глас на призрачно момиче. Постепенно тя потъва в свят на размисли и двойни етажи, в който реалността и въображението се преливат една в друга. През 2019 г. книгата получава наградата за литература на Европейския съюз.
Лаура Фройдентхалер живее със семейството си във Виена.

## Произведения

### Самостоятелни романи
- Die Königin schweigt (2017)
- Geistergeschichte (2019) – награда за литература на Европейския съюз

### Сборници
- Der Schädel von Madeleine: Paargeschichten (2014) – разкази